# American Center (Southfield)
Das American Center ist ein Bürohochhaus in Southfield (Michigan).
Es wurde von Smith Group geplant und 1975 erbaut.
Das 25-stöckige Gebäude wurde ursprünglich für die Zentrale der American Motors Corporation gebaut. Diese gehörte später zur Chrysler Corporation.